# Dvorec Globelo
Dvorec Globelo (nemško Globelhof) stoji v naselju Pristava pri Leskovcu v Občini Krško.
EŠD: nezaščiteno območje
Koordinati: 45°53'2,85" N 15°28'7,9" E

## Zgodovina
Dvorec Globelo je prvič omenjen leta 1291, kot pristava Krškega gospostva in se še danes po njem imenuje naselje Pristava pri Leskovcu. Ime Globelo se prvič pojavi leta 1444. Območje dvorca je arheološko izredno bogato saj so bili najdeni ostanki rimske naselbine, grobnice, bazilike in je mimo tekla rimska cesta Drnovo - Gorica - Veliko Mraševo. V neposredni bližini dvorca je stala srednjeveška cerkev posvečena sv. Petru. V 18. stol. je rodbina Auersperg dvor predelala po podobi rimske vile rustike za svoj lovski dvor.